# Horticultura urbana

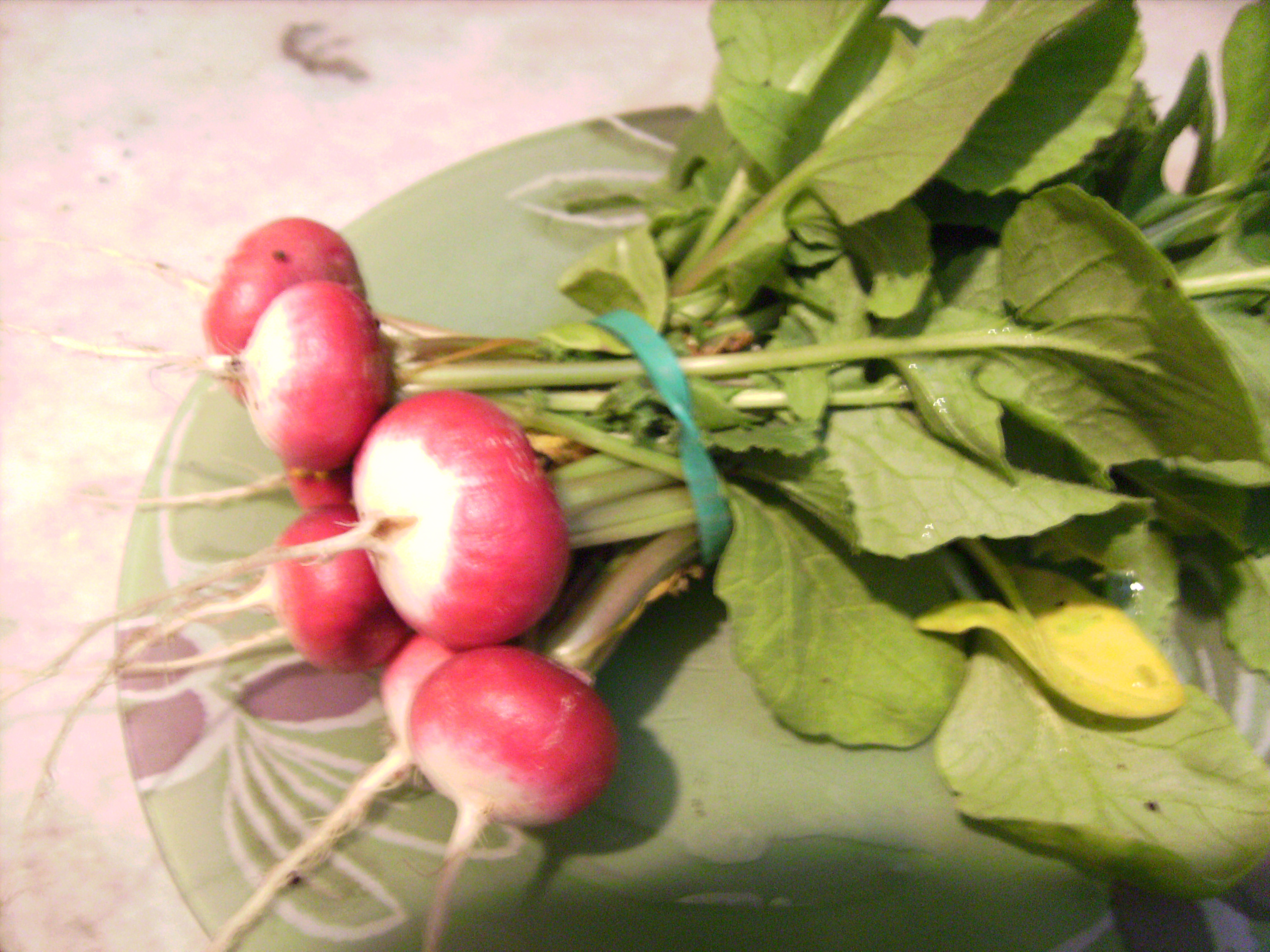
Rábanos cultivados en un balcón de Barcelona

La Horticultura urbana y periurbana (HUP) es la producción de hortalizas, tanto para consumo humano como para fines ornamentales, en zonas urbanas. La HUP incluye vegetales, cereales, flores y plantas ornamentales, plantas aromáticas y hongos.